# Kościół Narodzenia Najświętszej Maryi Panny w Grzymiszewie
Kościół Narodzenia Najświętszej Maryi Panny w Grzymiszewie – rzymskokatolicki kościół parafialny we wsi Grzymiszew, w gminie Tuliszków, w powiecie tureckim, w województwie wielkopolskim. Mieści się przy Placu Wolności. Należy do dekanatu tuliszkowskiego.

## Historia i wyposażenie
Świątynia została zbudowana w 1949 roku i konsekrowana w tymże roku. Poprzedni kościół drewniany wybudowany w 1785 roku, został rozebrany przez Niemców w 1943. Obecna budowla jest bezstylowa, murowana, pokryta blachą aluminiową, wymalowana w 1999 roku. Kościół ma dwa ołtarze. W głównym jest umieszczony obraz Matki Bożej z Dzieciątkiem, wykonany w stylu barokowym, w sukience ze srebra z połowy XVII stulecia. Obraz Św. Rodziny, Chrystusa Bolesnego i św. Walentego został namalowany w stylu barokowym. Obraz św. Rozalii pochodzi z początku XIX stulecia. Dwa krucyfiksy pochodzą z epoki baroku. Świątynia posiada również monstrancję wieżyczkową z cechą złotniczą Torunia i z cechą imienną Jana Christiana Bröllmana.